# Roden
Roden és un poble del municipi de Noordenveld situat al nord de la província de Drenthe, a uns 15 km al sud-oest de Groningen (Països Baixos). Fins a l'1 de gener de 1998 era un municipi a part. L'1 de gener de 2013 tenia 14.646 habitants. És la sisena ciutat més gran de la província.

## Personatges il·lustres
- Marco Bos, ciclista
- Peter Dijkstra, director d'orquestra